# Драфт ВНБА 2002 года
Драфт ВНБА 2002 года прошёл 20 апреля, в субботу, в студии развлечений НБА (англ. NBA Entertainment Studios) в городке Секокус, штат Нью-Джерси. К участию в драфте были допущены игроки после окончания колледжа и игроки-иностранцы. Так как лотерея драфта стала проводиться только с конца 2002 года, право выбора под первым номером получила последняя команда прошедшего сезона «Сиэтл Шторм», который она использовала на 21-летнюю Сью Бёрд, защитника из университета Коннектикута. В этом году последний раз процедура церемонии драфта состояла из четырёх раундов, со следующего года количество раундов уменьшилось до трёх.
Всего на этом драфте было выбрано 64 баскетболистки, из них 57 из США и по одной из Канады (Стейси Дейлс), Чехии (Зузана Климесова), Мали (Амшету Майга), Франции (Люсьен Бертье), Бельгии (Кэти Вамбе), Германии (Линда Фрёлих) и Болгарии (Гергана Славчева). Центровая Корел Энгин (урождённая Кори Энгасен) родилась в городке Ботелл (штат Вашингтон), с 2004 года играла в чемпионате Турции, а в 2005 году приняла двойное гражданство, чтобы выступать за сборную этой страны. Сью Бёрд в свою очередь кроме американского имеет гражданство Израиля.

## Легенда к драфту
|  | Выделены игроки, выбранные в Баскетбольный зал славы                      |
|  | Выделены участники Матча всех звёзд ВНБА и игроки сборной всех звёзд ВНБА |
|  | Выделены участники Матча всех звёзд ВНБА                                  |
|  | Выделены игроки сборной всех звёзд ВНБА                                   |
|  | Выделены игроки, не игравшие в ВНБА                                       |

## Первый раунд
| Выбор | Игрок             | Позиция             | Гражданство     | Команда драфта      | Университет/ Бывшая команда                |
| ----- | ----------------- | ------------------- | --------------- | ------------------- | ------------------------------------------ |
| 1     | Сью Бёрд          | Защитник            | США / · Израиль | Сиэтл Шторм         | Университет Коннектикута                   |
| 2     | Свин Кэш          | Форвард             | США             | Детройт Шок         | Университет Коннектикута                   |
| 3     | Стейси Дейлс      | Защитник            | Канада          | Вашингтон Мистикс   | Университет Оклахомы                       |
| 4     | Эйша Джонс        | Форвард             | США             | Вашингтон Мистикс   | Университет Коннектикута                   |
| 5     | Никки Тисли       | Защитник            | США             | Портленд Файр       | Университет Северной Каролины в Чапел-Хилл |
| 6     | Тамика Уильямс    | Форвард             | США             | Миннесота Линкс     | Университет Коннектикута                   |
| 7     | Шейла Ламберт     | Защитник            | США             | Шарлотт Стинг       | Бэйлорский университет                     |
| 8     | Деанна Джексон    | Форвард             | США             | Кливленд Рокерс     | Университет Алабамы в Бирмингеме           |
| 9     | Шонзински Гортман | Защитник            | США             | Шарлотт Стинг       | Университет Южной Каролины                 |
| 10    | Мишель Сноу       | Центровая / Форвард | США             | Хьюстон Кометс      | Университет Теннесси                       |
| 11    | Даниэлла Крокром  | Форвард             | США             | Юта Старз           | Бэйлорский университет                     |
| 12    | Амшету Майга      | Защитник / Форвард  | Мали            | Сакраменто Монархс  | Университет Старого Доминиона              |
| 13    | Тавана Макдональд | Центровая           | США             | Индиана Фивер       | Университет Джорджии                       |
| 14    | Ланиша Кофилд     | Защитник            | США             | Юта Старз           | Университет Оклахомы                       |
| 15    | Тамара Мур        | Защитник            | США             | Майами Сол          | Висконсинский университет в Мадисоне       |
| 16    | Розалинд Росс     | Защитник            | США             | Лос-Анджелес Спаркс | Университет Оклахомы                       |

## Второй раунд
| Выбор | Игрок             | Позиция             | Гражданство | Команда драфта      | Университет/ Бывшая команда                |
| ----- | ----------------- | ------------------- | ----------- | ------------------- | ------------------------------------------ |
| 17    | Зузана Климесова  | Защитник / Форвард  | Чехия       | Индиана Фивер       | Университет Вандербильта                   |
| 18    | Лена Уильямс      | Форвард             | США         | Детройт Шок         | Университет Де Поля                        |
| 19    | Люсьен Бертье     | Форвард / Центровая | Франция     | Сиэтл Шторм         | Университет Старого Доминиона              |
| 20    | Аяна Уокер        | Форвард             | США         | Детройт Шок         | Технологический университет Луизианы       |
| 21    | Джилл Чепмен      | Центровая           | США         | Детройт Шок         | Индианский университет в Блумингтоне       |
| 22    | Кэти Вамбе        | Защитник            | Бельгия     | Детройт Шок         | Дексия Намюр                               |
| 23    | Девелин Каннингем | Форвард             | США         | Орландо Миракл      | Ратгерский университет                     |
| 24    | Брэнди Маккейн    | Защитник            | США         | Кливленд Рокерс     | Флоридский университет                     |
| 25    | Тути Шоу          | Форвард             | США         | Финикс Меркури      | Уичитский государственный университет      |
| 26    | Линда Фрёлих      | Форвард             | Германия    | Нью-Йорк Либерти    | Невадский университет в Лас-Вегасе         |
| 27    | Андреа Гарднер    | Форвард / Центровая | США         | Юта Старз           | Говардский университет                     |
| 28    | Фелиция Рэгланд   | Защитник            | США         | Сиэтл Шторм         | Университет штата Орегон                   |
| 29    | Линдсей Ямасаки   | Защитник / Форвард  | США         | Майами Сол          | Стэнфордский университет                   |
| 30    | Гергана Славчева  | Защитник            | Болгария    | Лос-Анджелес Спаркс | Флоридский международный университет       |
| 31    | Энджи Уэлле       | Центровая           | США         | Кливленд Рокерс     | Университет штата Айова                    |
| 32    | Джеки Хиггинс     | Форвард / Центровая | США         | Лос-Анджелес Спаркс | Университет Северной Каролины в Чапел-Хилл |

## Третий раунд
| Выбор | Игрок            | Позиция             | Гражданство | Команда драфта      | Университет/ Бывшая команда                |
| ----- | ---------------- | ------------------- | ----------- | ------------------- | ------------------------------------------ |
| 33    | Ланиша Картвелл  | Центровая           | США         | Вашингтон Мистикс   | Алабамский университет                     |
| 34    | Келли Комара     | Защитник            | США         | Индиана Фивер       | Университет Пердью                         |
| 35    | Такейша Льюис    | Форвард / Центровая | США         | Сиэтл Шторм         | Технологический университет Луизианы       |
| 36    | Тереза Джетер    | Форвард / Центровая | США         | Вашингтон Мистикс   | Университет Южной Каролины                 |
| 37    | Мэнди Найтингейл | Защитник            | США         | Портленд Файр       | Колорадский университет в Боулдере         |
| 38    | Линдсей Медер    | Защитник            | США         | Миннесота Линкс     | Айовский университет                       |
| 39    | Сондра Джексон   | Центровая           | США         | Орландо Миракл      | Университет Миссисипи                      |
| 40    | Кейт Кристенсен  | Форвард             | США         | Финикс Меркури      | Калифорнийский университет в Санта-Барбаре |
| 41    | Эдниша Карри     | Защитник            | США         | Шарлотт Стинг       | Орегонский университет                     |
| 42    | Шондра Джонсон   | Защитник            | США         | Хьюстон Кометс      | Алабамский университет                     |
| 43    | Эдмари Ламбсли   | Центровая           | США         | Юта Старз           | Университет Мобила                         |
| 44    | Элейн Ингрэм     | Защитник            | США         | Сакраменто Монархс  | Мичиганский университет                    |
| 45    | Джерика Уотсон   | Форвард             | США         | Майами Сол          | Айовский университет                       |
| 46    | Трейси Гаан      | Защитник            | США         | Нью-Йорк Либерти    | Университет штата Айова                    |
| 47    | Эрика Хейни      | Защитник / Форвард  | США         | Детройт Шок         | Университет Нотр-Дам                       |
| 48    | Рашана Барнс     | Форвард             | США         | Лос-Анджелес Спаркс | Университет штата Пенсильвания             |

## Четвёртый раунд
| Выбор | Игрок           | Позиция             | Гражданство    | Команда драфта      | Университет/ Бывшая команда               |
| ----- | --------------- | ------------------- | -------------- | ------------------- | ----------------------------------------- |
| 49    | Лакейша Тэйлор  | Центровая           | США            | Индиана Фивер       | Аризонский университет                    |
| 50    | Мелоди Джонсон  | Центровая           | США            | Портленд Файр       | Университет штата Аризона                 |
| 51    | Джермиша Дости  | Центровая           | США            | Сакраменто Монархс  | Колледж Сент-Мэрис в Калифорнии           |
| 52    | Джиллиан Данкер | Защитник / Форвард  | США            | Индиана Фивер       | Университет Вандербильта                  |
| 53    | Моник Карденас  | Защитник            | США            | Портленд Файр       | Флоридский университет                    |
| 54    | Шаррон Фрэнсис  | Защитник            | США            | Миннесота Линкс     | Университет Старого Доминиона             |
| 55    | Томека Браун    | Защитник            | США            | Орландо Миракл      | Университет штата Огайо                   |
| 56    | Амба Конголо    | Форвард / Центровая | США            | Финикс Меркури      | Центральный университет Северной Каролины |
| 57    | Джесси Стомски  | Форвард             | США            | Шарлотт Стинг       | Висконсинский университет в Мадисоне      |
| 58    | Корел Энгин     | Центровая           | США / · Турция | Хьюстон Кометс      | Стэнфордский университет                  |
| 59    | Жаклин Уинфилд  | Защитник            | США            | Юта Старз           | Южный университет                         |
| 60    | Элизабет Пикни  | Форвард             | США            | Сакраменто Монархс  | Аризонский университет                    |
| 61    | Джеркиша Дости  | Форвард             | США            | Майами Сол          | Колледж Сент-Мэрис в Калифорнии           |
| 62    | Диди Уорли      | Форвард             | США            | Нью-Йорк Либерти    | Мэрилендский университет в Колледж-Парке  |
| 63    | Ники Стрикленд  | Защитник            | США            | Кливленд Рокерс     | Мэрилендский университет в Колледж-Парке  |
| 64    | Тиффани Томпсон | Форвард             | США            | Лос-Анджелес Спаркс | Университет Старого Доминиона             |